# Lípa Jana Gurreho
Lípa Jana Gurreho je nejstarší a nejmohutnější památný strom okresu České Budějovice. Roste poblíž poutního areálu u kostela svatého Ducha v centru obce Římov.

## Základní údaje
- název: lípa Jana Gurreho, Římovská lípa, Lípa v Římově III
- stáří: 600 let (1999, AOPK ČR), 650-660 let (2008)[3], 680 let (2008)[3], ~400 let[4]
- výška: 19 m (1981)[5], 14 m (1995), 10,5 m (1996)[5], 12 m (2008)[6], 15 m[7]
- výška koruny: 9 m (2008)[6]
- šířka koruny: 17 m (2008)[6]
- obvod kmene: 681 cm (1981)[5], 730 cm (1995), 740 cm (1996)[5], 760 cm (2008)[3], 737 cm[7]
- sanace: 1990, 1996, 2009
- vítěz soutěže Strom roku 2008
- zápis v Guinnessově knize rekordů v roce 1996 (51 osob v duté lípě o výšce 12 metrů)[3]
- rekord překonán 55 osobami v roce 1997
- souřadnice: 48°51'22.86"N, 14°29'17.25"E

### Stav stromu a údržba
Mohutný kmen lípy je zcela dutý, dutina je u země otevřená. Jejím středem vede adventivní kořen. Koruna je z valné části tvořena novými výmladky, z původní se zachovalo minimum.
Roku 1990 došlo k první novodobé údržbě stromu. Bylo provedeno odstranění větví poškozených bleskem a ošetření zabraňující šíření hniloby.
Při ošetření v roce 1996 (v hodnotě 100 tisíc Kč) došlo k demolici přizděné kaple a otevření zazděných i zabetonovaných otvorů, odstranění několika kubických metrů hniloby z dutiny stromu, zkrácení koruny o 6 metrů a injektáži výživy do okolí stromu. Během těchto prací byl odhalen vzdušný kořen o výšce 3,5 metru, který vede středem lípy a zajišťuje výživu a stabilitu stromu. Současně provedený odhad věku mluvil o 650-660 letech. Ačkoli většina odhadů mluví o věku mezi 600-700 lety, uvádí Jan Němec jako pravděpodobnějších jen zhruba 400 let.
Další údržby se lípa dočkala roku 2009 na základě výhry v soutěži Strom roku 2008.

### Historie a pověsti
Strom byl vysazen kolem roku 1330. V roce 1626 došlo pod 300 let starou lípou k božskému zjevení šestadvacetiletému jezuitskému lékárníkovi Janu Gurreovi. Na jeho základě se zasadil o výstavbu poutního komplexu – kostela svatého Ducha a loretánské kaple. Traduje se, že Gurre na poslední chvíli nechal posunout stavbu o tři metry, aby lípa zůstala nedotčena.
Jiná pověst říká, že římovskou Madonu přinesli poutníci z Habeše položenou na lipové větvi. Větev poté zasadili před kostelem a během staletí z ní vyrostla současná lípa.

### Rekordy, tituly, zajímavosti
Provizorní lešení postavené v dutině stromu při údržbě roku 1996 přivedlo obyvatele Římova k zajímavé myšlence. 15. září 1996 se za přísných podmínek vměstnalo do lípy 51 osob, čímž bylo dosaženo rekordu ve znění „V duté lípě vysoké 12 metrů bylo 51 osob“ zapsaného v Guinnessově knize rekordů.
Pokus o druhý rekord inicializovala Pelhřimovská agentura Dobrý den. 16. dubna 1997 se do lípy vešlo 55 osob. Mezi účastníky byla jedna žena a dva nezletilí; nejstaršímu účastníkovi bylo 76 let.
17. října 2008 byla lípa Jana Gurreho prohlášena stromem roku 2008. Z celkového počtu 87 338, rozloženého mezi 12 finalistů, získala téměř polovinu všech hlasů.
Lípě byl věnován prostor v pořadu České televize Paměť stromů, konkrétně v dílu č. 12 Stromy u klášterů a poutních míst.